# Districtul Beni Maouche
Beni Maouche este un district din provincia Béjaïa, Algeria.